# Uram Jalan (Banda Alam)
Uram Jalan is een bestuurslaag in het regentschap Aceh Timur van de provincie Atjeh, Indonesië. Uram Jalan telt 594 inwoners (volkstelling 2010).